# Köktal
Der Köktal (kasachisch Көктал – „Blaue Weide“) ist ein linker Nebenfluss des Köksu im kasachischen Gebiet Schetissu.
Der Köktal entspringt im vergletscherten Toqsanbai-Gebirgszug südlich des Dsungarischen Alatau. Der Oberlauf des Köktal trägt die Bezeichnung Satyly (Сатылы). Der Köktal fließt anfangs in einem engen Gebirgstal in westlicher Richtung. Das Tal weitet sich später auf und der Fluss durchfließt den Ort Araltöbe. Nördlich von Schubar wendet sich der Fluss allmählich nach Nordwesten. Er nimmt den Terissaqqan von links auf, bevor er selbst südwestlich von Rudnitschny in den Köksu mündet. Der Köktal hat eine Länge von 63 km. Er entwässert ein Areal von 1550 km². Der mittlere Abfluss am Pegel Araltöbe beträgt 6,61 m³/s.